# Canon EOS 90D
La Canon EOS 90D és una càmera rèflex digital que va sortir a la venda el setembre del 2019. El model va arribar per substituir la seva antecedent, la EOS 80D, que va ser llançada tres anys abans.
És una càmera que es va posar al mercat encarada sobretot per a aquell fotògraf avançat i també per a l'aficionat, ja que és molt intuïtiva d'utilitzar. És una càmera de gamma mitjana.
És una càmera que permet disparar ràpid i captar imatges de 32,5 megapíxels. Té un perfecte equilibri de velocitat, qualitat d'imatge i portabilitat, molt útil per acostar-se a la natura i capturar esports de moviment ràpid.

## Característiques
L'EOS 90D ha estat dissenyada amb un sensor APS-C de 32,5Mpx que proporciona als objectius un abast més llarg, ja que consta d'un factor de retall d'1,6x.
Sense necessitat d'ús d'un programa d'edició, l'EOS 90D permet retallar i modificar la mida de les imatges, amb els 32,5Mpx es generen imatges amb una resolució suficient per fer grans impressions. El processador DIGIC 8 incorporat ajudarà a reduir el soroll en condicions de baixa il·luminació. La sensibilitat es pot ampliar fins a ISO 25.600 per la captura sense trípode en condicions de poca llum, mentre que el rang dinàmic ampli permet capturar els detalls en zones lluminoses i zones d'ombres fosques.
Per poder capturar les imatges de forma ràpida i amb bona qualitat, la 90D usa una rafega de fins a 10 fotogrames per segon. Les altes sensibilitats (ISO) permeten congelar l'acció amb grans velocitats d'obturació de fins a 1/8000 s. Per seguir l'acció que es fotografia, disparar en sèrie és una bona opció, ja que el seguiment de l'enfocament és molt precís, això permet seguir les accions molt ràpides.
Aquesta, disposa d'un visor òptic amb una cobertura d'aproximadament el 100% que permet veure l'acció mentre transcorre i facilita el seguiment dels motius que es mouen a gran velocitat.
També disposa d'un visor personalitzable i intel·ligent que mostra la informació de la fotografia que es vol disparar perquè sempre es pugui saber el que està passant.
Consta d'una pantalla LCD tàctil d'angle variable, que permet capturar fotografies de manera còmoda des de diferents angles. A més, es pot enfocar i disparar només pressionant a la mateixa pantalla, la qual cosa facilita la feina de captura una imatge.
L'avançat sistema d'enfocament automàtic permet fer un seguiment dels subjectes més ràpids i mantenir-los enfocats. Els 45 punts AF tipus creu funcionen amb un sensor d'exposició RGB+IR de 220.000 píxels per aconseguir una gran sensibilitat amb poca il·luminació, així com un excel·lent reconeixement del subjecte.
És descrita com una càmera molt intuïtiva. La distribució dels botons i el disseny és de fàcil manipulació i pràctic d'usar. Els dits poden arribar fàcil a tot el cos de la càmera, cosa que permet disparar sense haver de deixar de mirar pel visor i utilitzant una mà.
La càmera també consta de connexions Bluetooth i Wi-Fi integrades. Per tant, és una càmera compatible amb dispositius intel·ligents mitjançant l'aplicació Canon Camera Connect, per tal de poder compartir imatges fàcilment i d'una manera molt ràpida. A més, les connexions permeten que a través de la mateixa aplicació es pugui manipular la càmera, com si es tractés d'un control remot.
Aquest model també permet fer gravacions de vídeo. Permet gravar amb una resolucions de fins a 4k i ofereix una velocitat de gravació de fins a 120p en el mode Full HD. El sistema d'enfocament Dual Pixel CMOS AF crea imatges nítides i amb un aspecte cinematogràfic. Les connexions de micròfon i auriculars permeten gravar l'audio.
Pel que fa als objectius, és una càmera que consta d'una muntura d'objectius intercanviable. La muntura d'objectiu és EF/EF-S. Aquesta té un factor de retall d'1,6x. Consta a més, d'un estabilitzador d'imatge òptic en els objectius compatibles.
Finalment, la càmera incorpora un flaix integrat en el cos de la càmera. Aquest s'activa mitjançant un botó. El sistema intel·ligent fa que la càmera avisi quan el flaix s'hagi d'activar. Però tot i tenir un flaix incorporat, a la 90D se li pot incorporar un flaix extern.

## Especificacions
| Especificacions                                     | Canon EOS 90D |
| --------------------------------------------------- | --- |
| Píxels efectius                                     | 32,5Mpx amb valors ISO de fins a 25.600 (ampliable fins a 51.200)                                                                                |
| Processament d'imatges                              | DIGIC 8 Optimitzador digital d'objectes Correcció de difracció                                                                                   |
| Velocitat de captura contínuada (fps)               | Fins a 10 fps amb seguiment AF/AE mitjançant visor òptic (OVF) 11 fps amb visor en directe i AF fixe Compatibilitat amb targetes UHS-II          |
| Punts AF a través del visor                         | 45 punts tipus creu 27 punts f/8 compatibles |
| Botó de multicontrolador AF                         | Sí |
| AF puntual                                          | Sí |
| AF amb detecció d'ulls                              | Sí (però només durant la visió en directe) |
| "Bracketing" d'enfoc                                | Sí |
| Sensor de mediació                                  | Sensor de mesurament RGB+IR d'aproximadament 220.000 píxels 216 zones (18 x 12)                                                                  |
| Vídeos/freqüències de fotogrames                    | 4K (UHD) (3840 x 2160) 30/25 fps Full HD (1920 x 1080) 120/100, 60/50, 30/25 fps Time-lapse en 4K Extracció de fotogrames 4K IS Digital de vídeo |
| Dispar silenciós/obturador electrònic               | Obturador electrònic compatible amb velocitat de fins a 1/6000 s Foto a foto silenciós                                                           |
| Wi-Fi                                               | Wi-Fi i Bluetooth Dispar remot a través de l'aplicació o un PC/Mac Transferència automàtica a equips PC/Mac i dispositius iOS/Android            |
| Pes del cos (batería i targeta de memòria incluida) | 701 g |
| Mida del cos (am. x al. x prof.)                    | Aprox. 140,7 x 104,8 x 76,8 mm |
| Bateria                                             | LP-E6N |
| Empunyadura                                         | BG-E14 |
| Duració de la bateria                               | 1300 dispars |
| Preu                                                | 1.379,99 € |

## Inclòs a la caixa
- Cos de la Canon EOS 90D[10]
- Ocular EF
- Tapa de la càmera R-F-3
- Corretja per la càmera EW-EOS 90D
- Bateria LP-E6N
- Carregador de bateria LC-E6E
- Cable d'alimentació

## Accessoris compatibles
- Tots els objectius amb muntura EF / EF-S
- Flaixos amb muntura Canon
- Micròfons amb entrada de Jack 3,5 mm
- Targetes de memoria SD, SDHC i SDXC
- Cable mini HDMI (tipus C)